# Hotel Elfverson

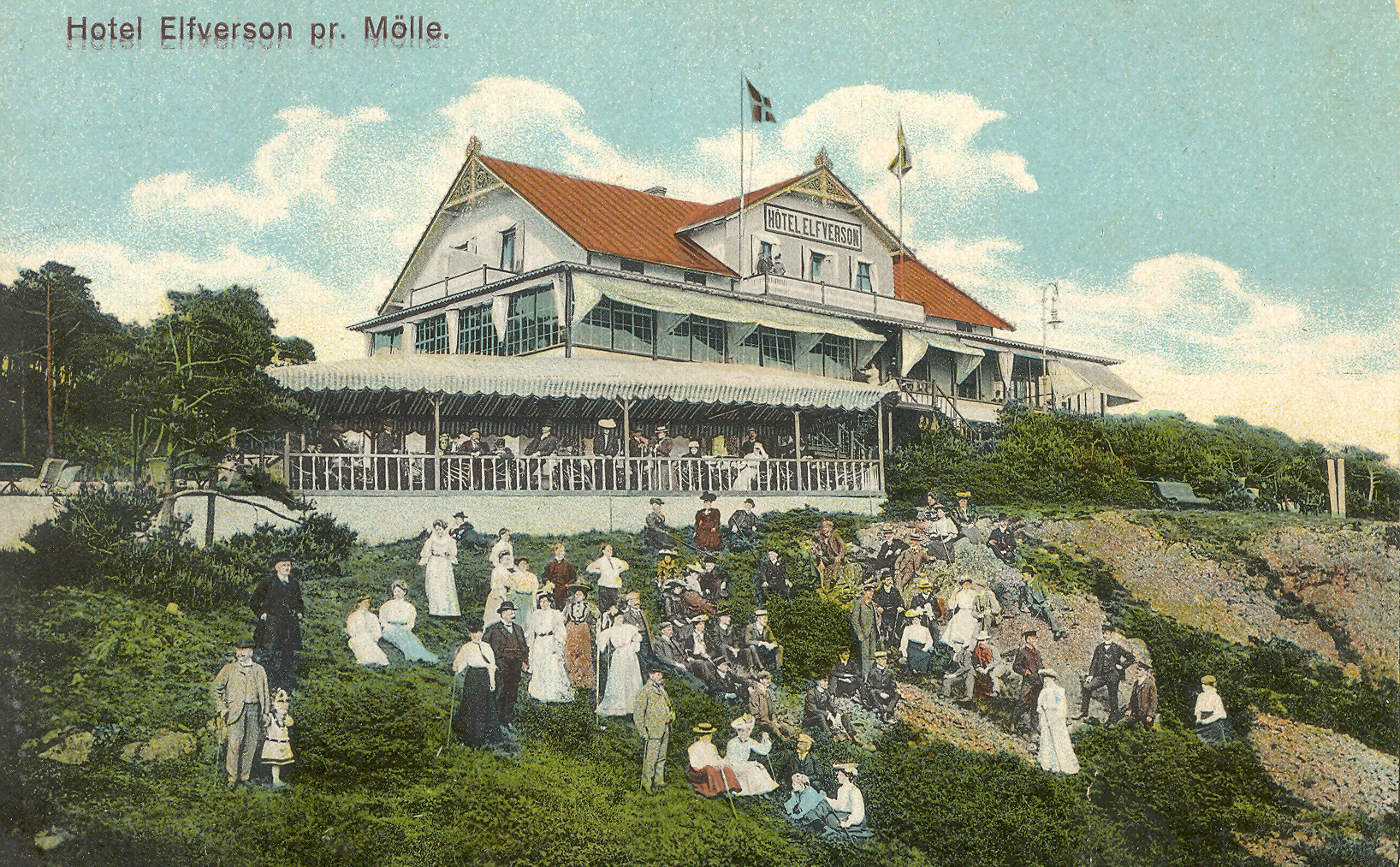
Hotel Elfverson strax efter invigningen ca 1902.

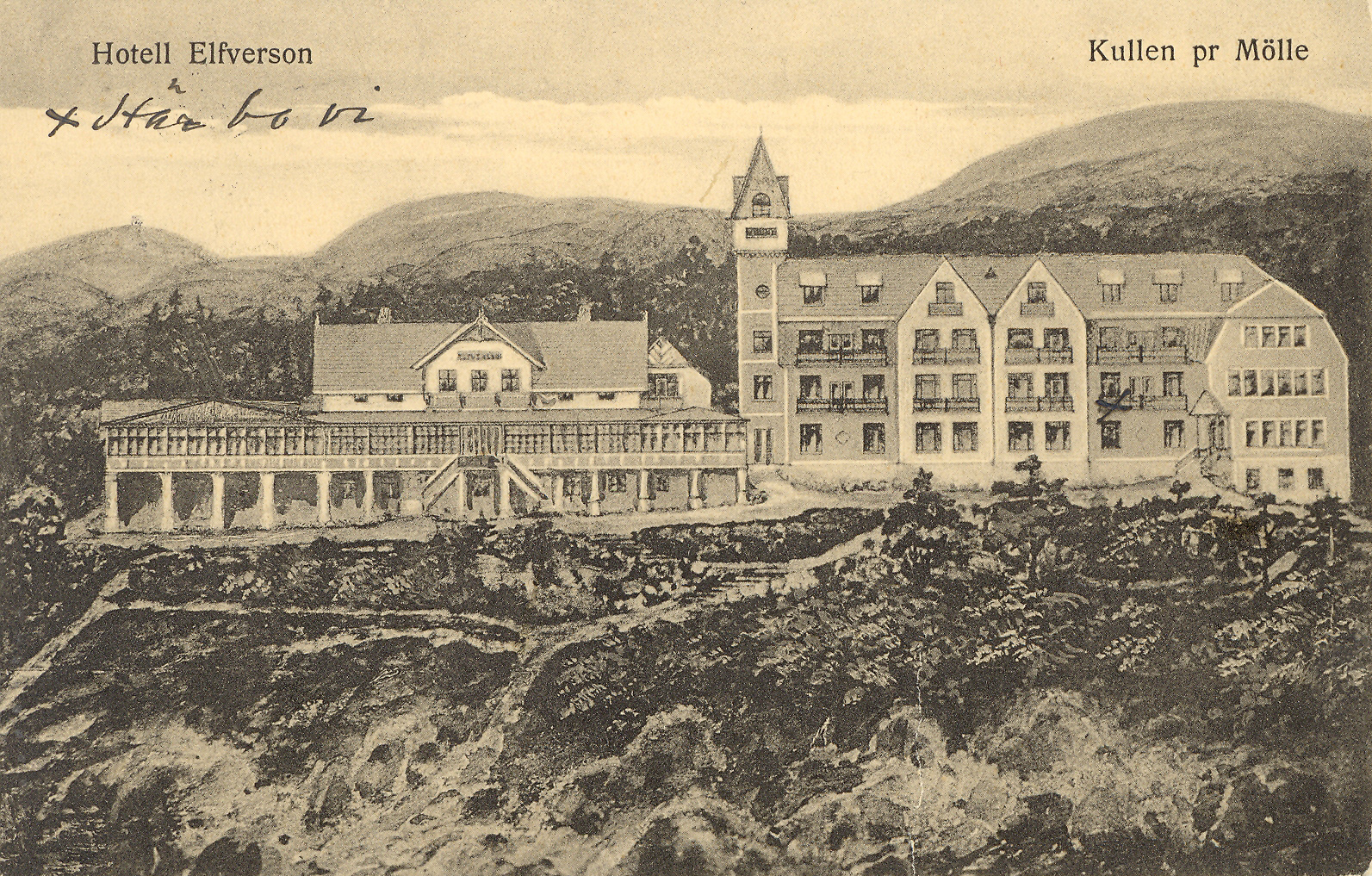
Hotel Elfverson efter tillbyggnationen ca 1913.

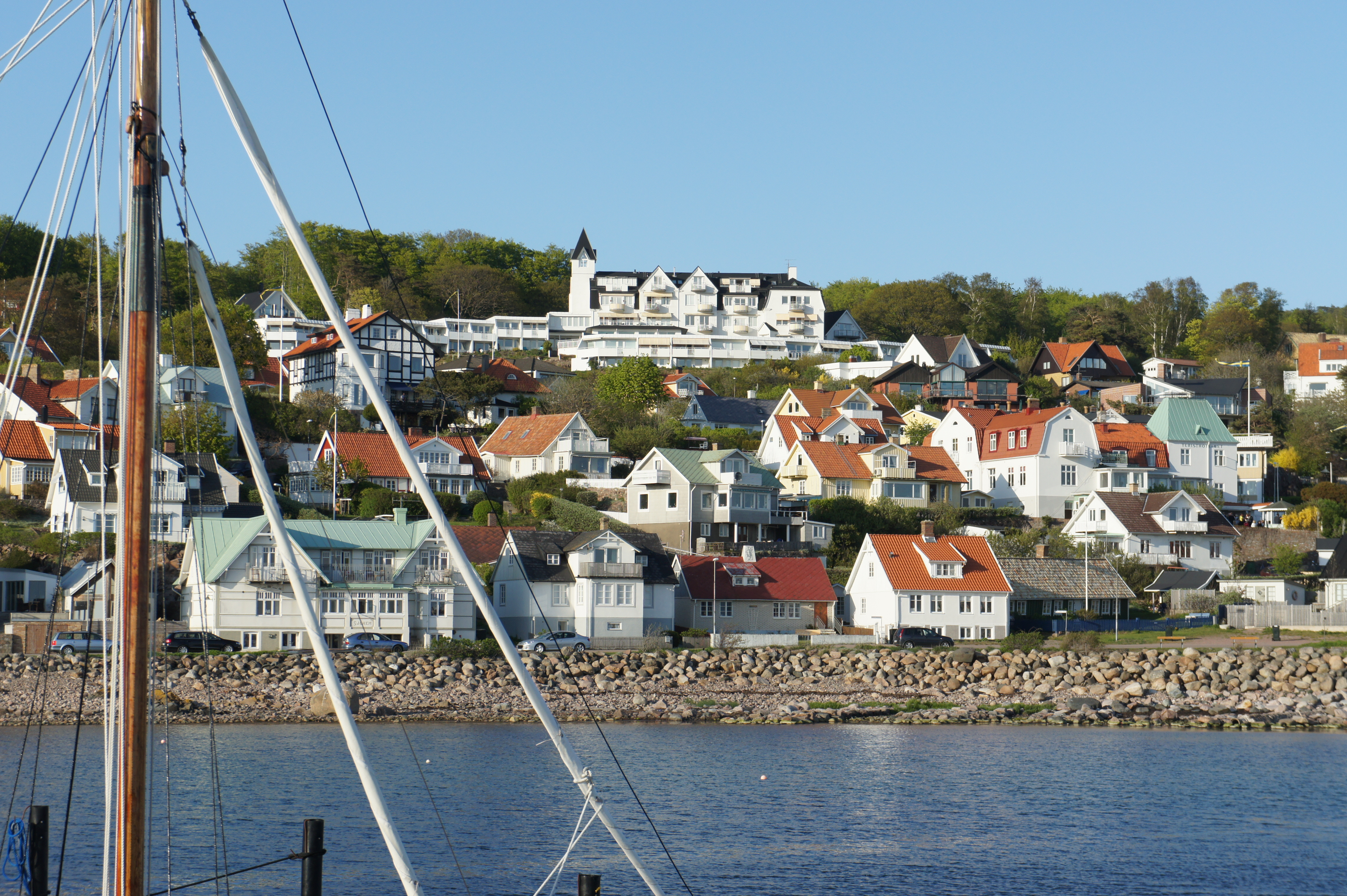
Hotellet år 2011, idag en bostadsrättsförening.

Hotel Elfverson var ett klassiskt badhotell i Mölle, Höganäs kommun, Skåne län.
Den äldsta hotelldelen (idag nedbrunnen) byggdes år 1902 av Johan Elfverson, tidigare innehavare av Kullagården. Arkitekt var Ola Anderson, Helsingborg. Hotellet hade från början 9 rum.
På grund av den stora turistströmmen till Mölle gjordes en stor tillbyggnad år 1913. Efter tillbyggnaden blev hotellet det största i Mölle, med 53 rum, matsal, socitetssalong, m.m. Hotellet blev centrum för ett omfattande nöjesliv. Kända artister som Sven-Olof Sandberg, Ulla Billquist och Gunnar Hahn uppträdde på somrarna.
År 1945 inköptes hotellet av Reso AB som drev det under några år.
I augusti år 1953 brann den äldsta hotelldelen ned till grunden, och tre år senare såldes verksamheten till Ersta diakonianstalt, som gästhem i kristen regi. Det fick namnet Erstahus. Ett nytt ägarbyte skedde 1969, då hotellet blev ett konvalescenthem med namnet Bokelids konvalescenthem. Konvalescenthemmet gick i konkurs 1983.
I slutet av 1980-talet inköptes fastigheten av Kaj Andersson och arkitekt Göran Knabe. Efter ritningar av den sistnämnde renoverades byggnaden och byggdes om till ett hyreshus. Två radhuslängor tillkom framför hotellbyggnaden. När projektet gick i konkurs 1994 ombildades anläggningen till bostadsrättsförening. Den har namnet Bella Vista och omfattar 44 bostadsrätter.